# District de Rajsamand
Le district de Rajsamand est un district de l'état du Rajasthan en Inde.